# Tephrosia haussknechtii
Tephrosia haussknechtii är en ärtväxtart som beskrevs av Joseph Friedrich Nicolaus Bornmüller. Tephrosia haussknechtii ingår i släktet Tephrosia och familjen ärtväxter. Inga underarter finns listade i Catalogue of Life.